# 馬自達Carol
馬自達Carol（日语：マツダ・キャロル）是由日本馬自達汽車公司（當時仍稱東洋工業）於1962年至1970年間製造、以Carol 360之名銷售的二、四門四人座輕型車。後來馬自達暫時中斷發售這款車，直到1989年因推行多品牌策略，冠以副品牌「Autozam」稱為Autozam Carol恢復生產銷售。不過此行銷策略失敗後，以鈴木Alto貼牌生產並恢復馬自達Carol車名繼續銷售至今。
車名「Carol」來自於英文，具有「歡樂之歌、頌歌、讚美詩」之意，希望獲得年輕女性（銷售目標對象）的「可愛、快樂、聲音好聽」等讚美。

## 歷史

### 第一代（1962年-1970年）
1960年馬自達（當時仍稱東洋工業）推出R360 Coupe，以便宜的價格在市場上投下震撼彈。不過R360 Coupe狹窄的後座空間根本很難容納大人乘坐，一直被消費者抱怨，無法撼動競爭者速霸陸360的市場占有率。1961年馬自達在東京國際車展上公開一輛名為「馬自達700」的轎車，Carol 360便是以這部車為原型而發展出來的輕型車，原廠開發代號KPDA。原先1962年登場時只有雙門車型，翌年推出四門車型。車身外觀最大的特徵就是自C柱後垂直的「懸崖切」（cliff cut），達到車頭（其實這輛車是後置後驅，引擎位於車尾）、車廂主體、車尾引擎室「三箱造型」的視覺感受，這種設計手法其實已經有1959年發售的福特Anglia 105E作為先例了。
動力來源為一具358c.c.水冷式OHV四衝程直列四缸DA型引擎，橫置於車尾以驅動後輪，最大馬力18ps / 6,800rpm。散熱器與引擎相接，因為位於車尾引擎室，必須通過引擎驅動的冷卻風扇自側面導入冷卻風，因此這個風扇聲音是第一代Carol的主要特徵之一。這顆一體成型的DA型引擎由輕量化合金材料打造，且曲軸由五顆高剛性的軸承組成。因為當時輕型車的引擎都是流用本田T360的OHV引擎，開發成本高居不下。如果共用引擎的汽缸體，擴缸以增加排氣量，那麼就可以留給更高一級的車款（也就是第一代Familia）搭載，以節省開發成本為前提。
可是相對地，既然全部一體成型打造，就導致車重過重，比對手速霸陸360和自家的R360 Coupe空車重量還多出150公斤左右。此外，只有193公分的軸距使得車室空間不足，前、後乘員的乘坐姿勢都相當侷促拘束，舒適性大打折扣。
Carol 360上市初期以四門轎車的便利性及豪華的內裝吸引消費者的注意，曾一時威脅到對手速霸陸360的地位。不過後者馬上推出馬力性能更強、內裝鋪陳更豪華的小改款，奪回市場霸主的地位。再者，1966年後又有新車款投入這塊市場，譬如以性能獲得良好口碑的本田N360，對於體質不良、車重過重、舒適度不夠的Carol 360都相當不利。
當時將全部心力投注在轉子引擎和小型轎車開發上的馬自達（當時仍稱東洋工業），根本沒有餘力改善Carol 360的缺失。1966年的小改款進行的項目計有：提升引擎馬力、將車頭車尾設計得更現代化、把備胎移往車尾引擎室以加大車頭行李廂空間等。但是「體質不良、車重過重、空間舒適度不夠」這些問題根本並沒有解決，導致後來此車款在輕型車市場的銷售吊車尾的慘況。
直到1970年8月停產為止，這部車總共生產了265,226輛。馬自達在輕型車市場缺席了兩年，直到1972年才推出Chantez。

#### Carol 600 （1962年-1964年）

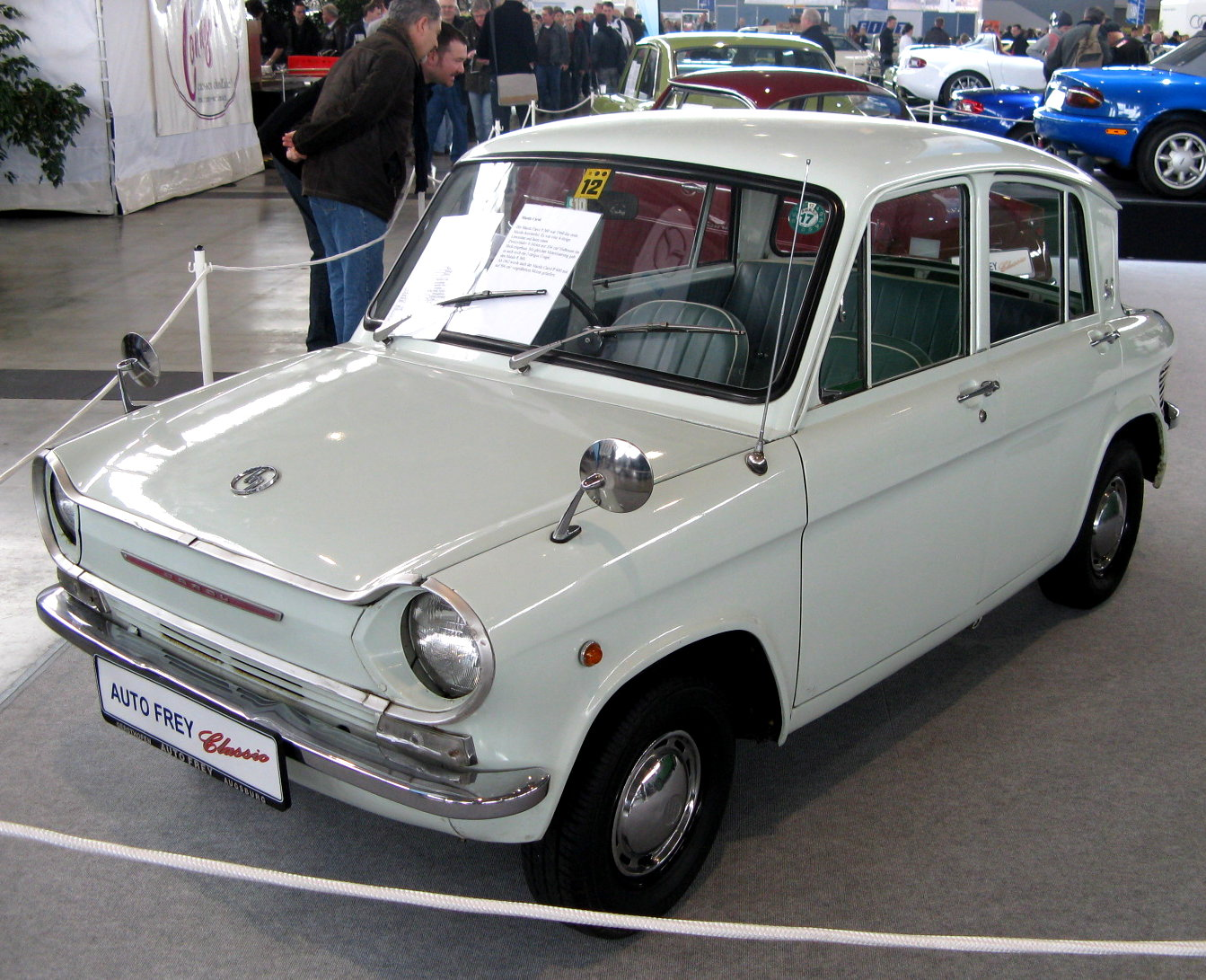
Carol 600車頭

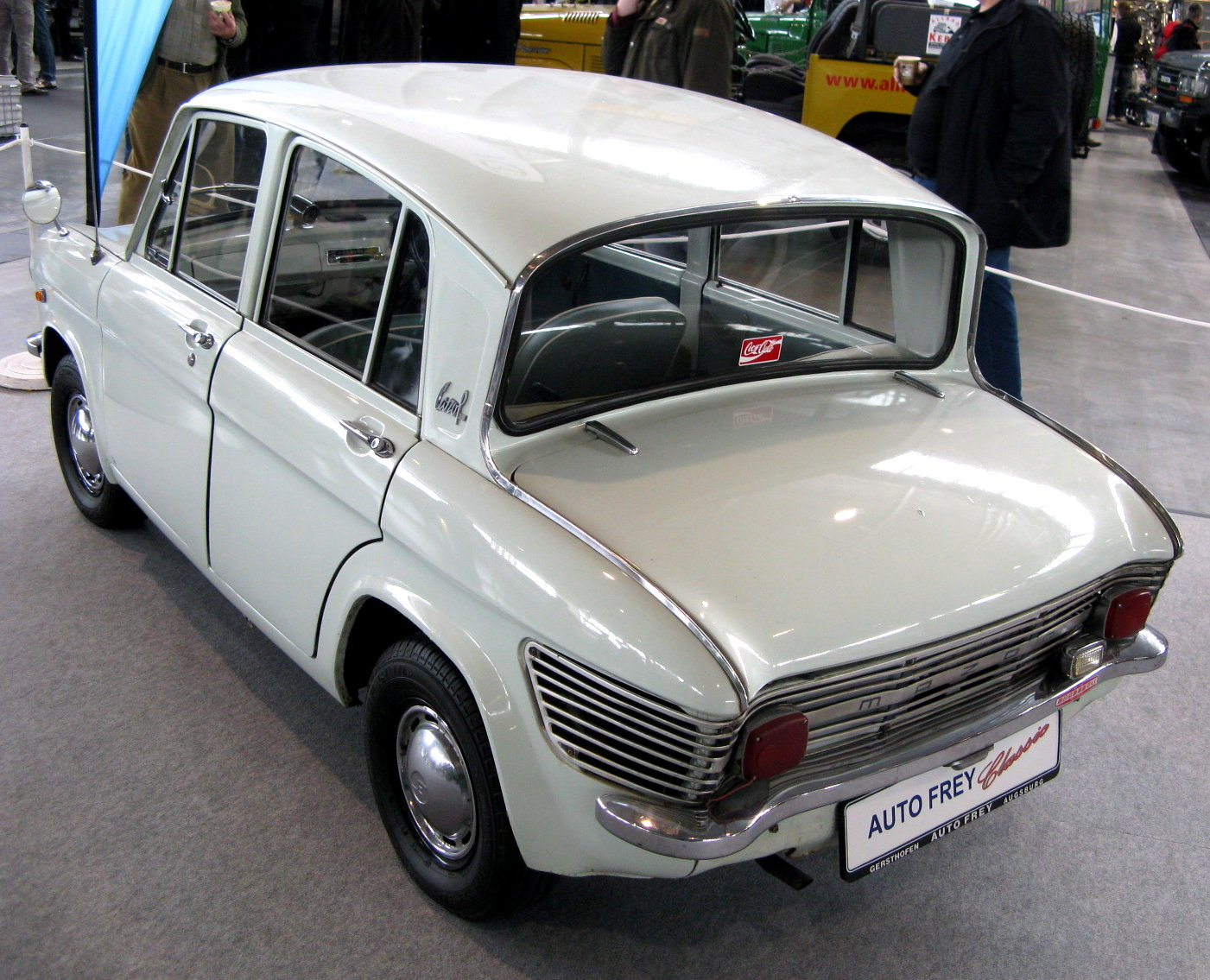
Carol 600車尾

Carol 600推出於1962年秋天，搭載586c.c. OHV RA型引擎，最大馬力28hp；且因為前險桿比較突出的緣故，車長自2,980mm延伸至3,200mm。一樣有二門與四門車型可選擇，但車室空間和Carol 360同樣狹窄。外銷海外的車名為馬自達600或者馬自達P600。在1964年11月馬自達800推出後，該款車停止生產，總計製造了8,800輛左右。

#### 宣告流產的計劃
原本在Carol 360生產末期時，馬自達曾計畫讓這部車搭載單轉子的轉子引擎，但最終宣告失敗。因為轉子引擎特殊的構造迥異於往復式活塞引擎，而日本對汽車的課稅制度是以引擎排氣量作標準。假設以此作為基準，同一排氣量的轉子引擎馬力遠超過往復式活塞引擎，於是惹來其他同業向運輸省抗議。結果，運輸省沒有通過轉子引擎搭載於輕型車的許可認定。
其實馬自達向運輸省遞交申請前曾自行做過實車測試，發現震動過大的單轉子引擎影響乘車舒適性，而且油耗表現不甚理想。雖然後來克服了某些問題，不過距離量產上市仍有一大段路要走，所以計劃宣告胎死腹中。後繼車款Chantez本來也有意搭載轉子引擎，最後基於前述的原因，改成搭載359c.c.水冷式二衝程直列二缸AA型引擎。

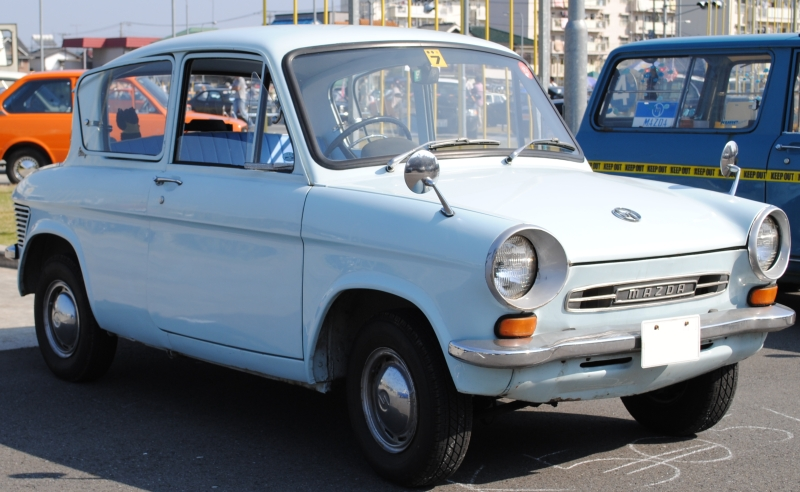
馬自達Carol 360車頭（前期型）
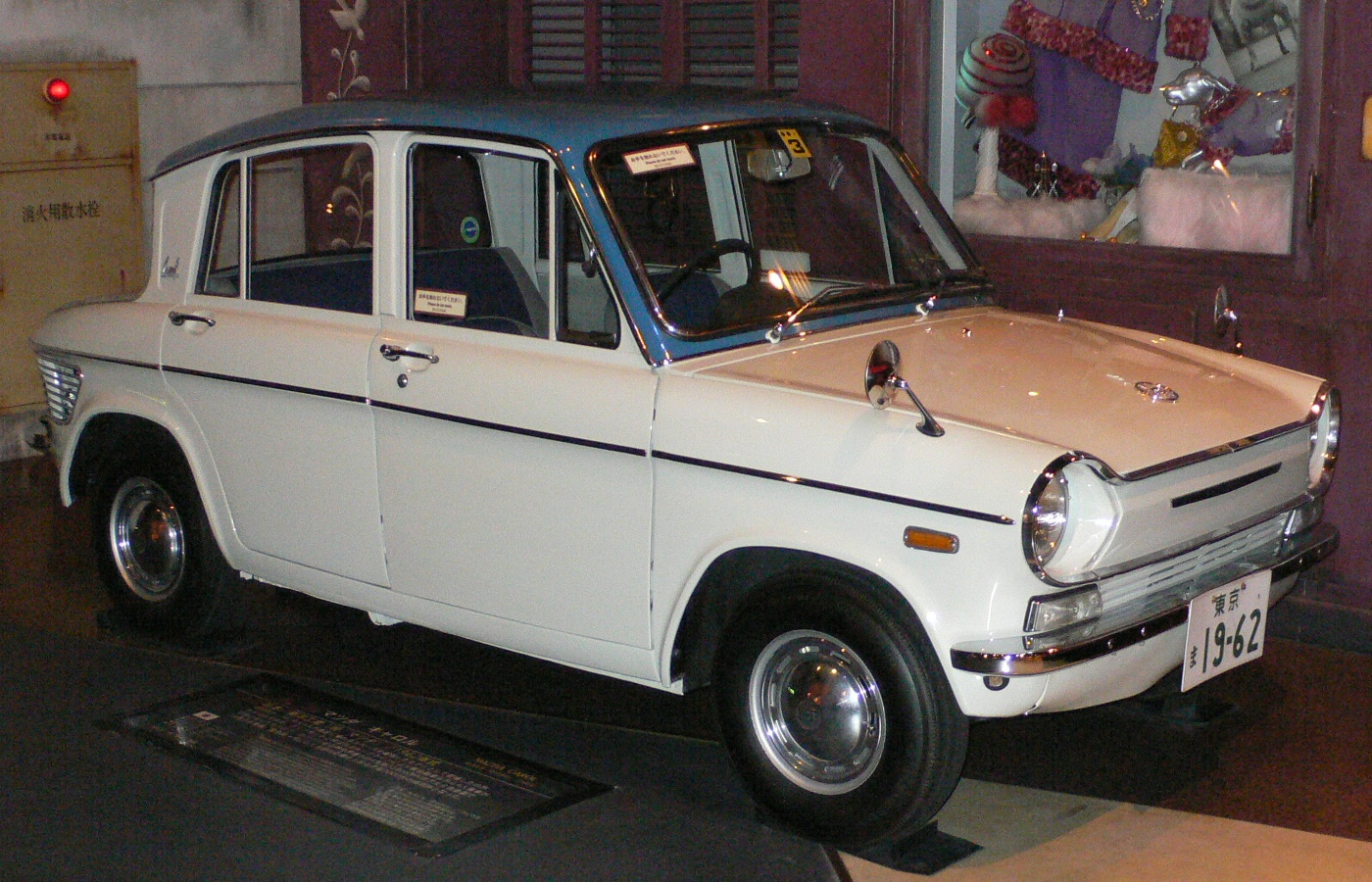
馬自達Carol 360車頭（後期型）
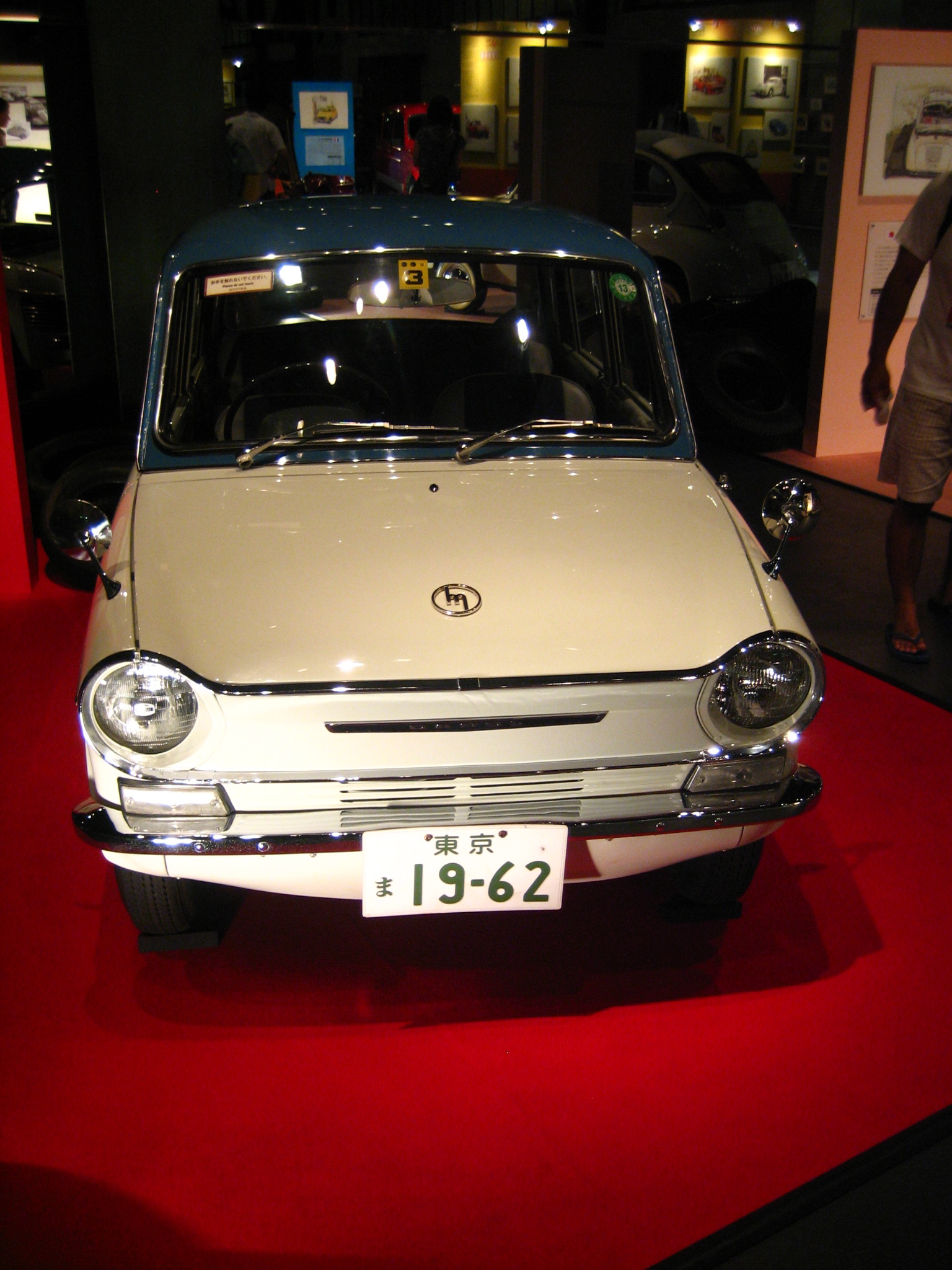
馬自達Carol 360車頭
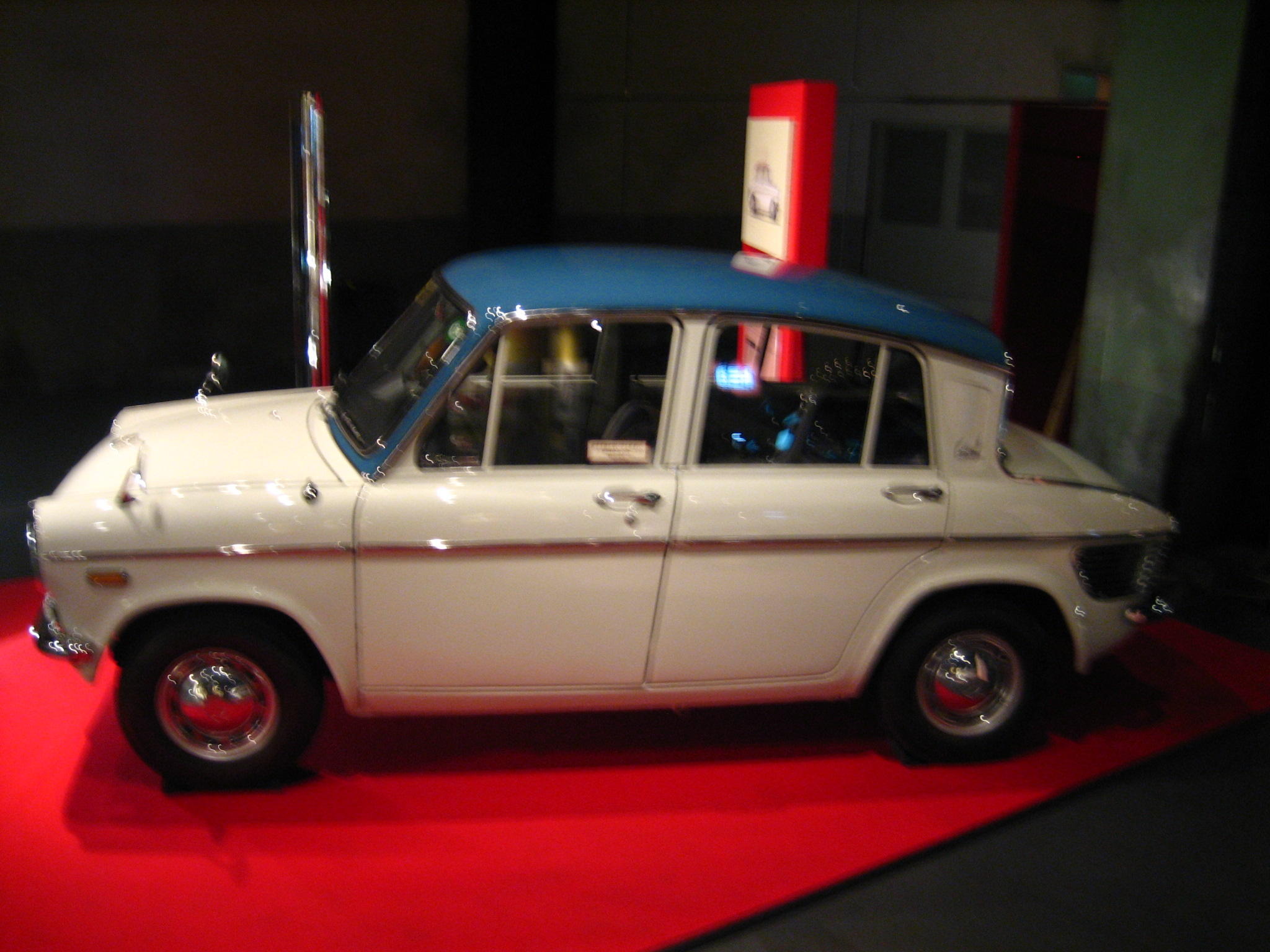
馬自達Carol 360側面

### 第二代（AA5PA型/AA6PA型 1989年-1995年）
自1976年停產Chantez以來，馬自達在輕型車的領域沉潛了13年，直到1989年才與鈴木Alto共用F5B型、F6A型引擎和底盤平台，但外觀內裝自行設計開發。時值馬自達推行多品牌策略成立副品牌Autozam與其經銷商體系，遂以Autozam Carol之名復活上市，市場定位為輕型商用車，作三門掀背車型設計。渾圓玲瓏的車身與圓形頭燈在在顯示，這是一部為了迎合女性消費者口味的輕型車。
原本上市時引擎為排氣量547c.c.之F5B型，最大馬力40ps / 7,500rpm；煞車系統為前碟後鼓。後來1990年日本國土交通省變更輕型汽車的規定，允許車廠使用排氣量更大的引擎，且可加大車長100mm。馬自達隨即改成排氣量657c.c.之F6A型引擎，並且加大前後保桿以延長60mm的車身。此外車頭大燈改為透明的燈殼，車門內增加防撞桿，後座安全帶改為三點式。1992年該公司甚至推出最大馬力61ps的渦輪增壓引擎，車身一舉延長至3,290mm。

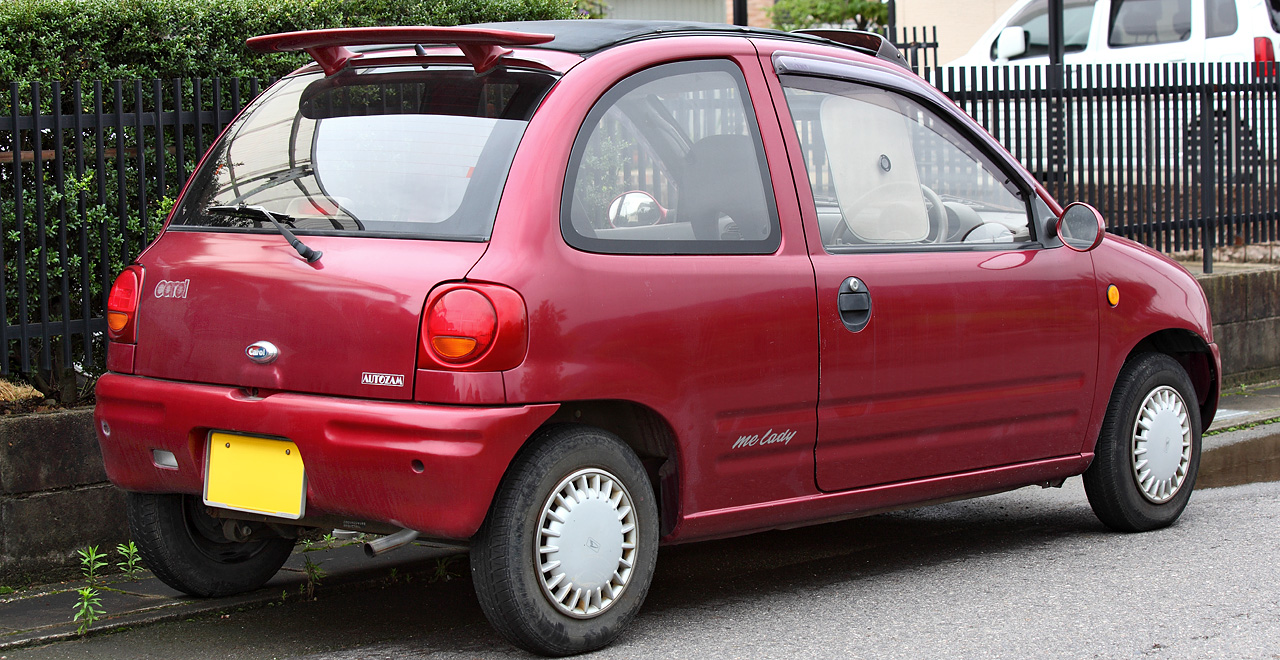
Autozam Carol車尾（前期型）
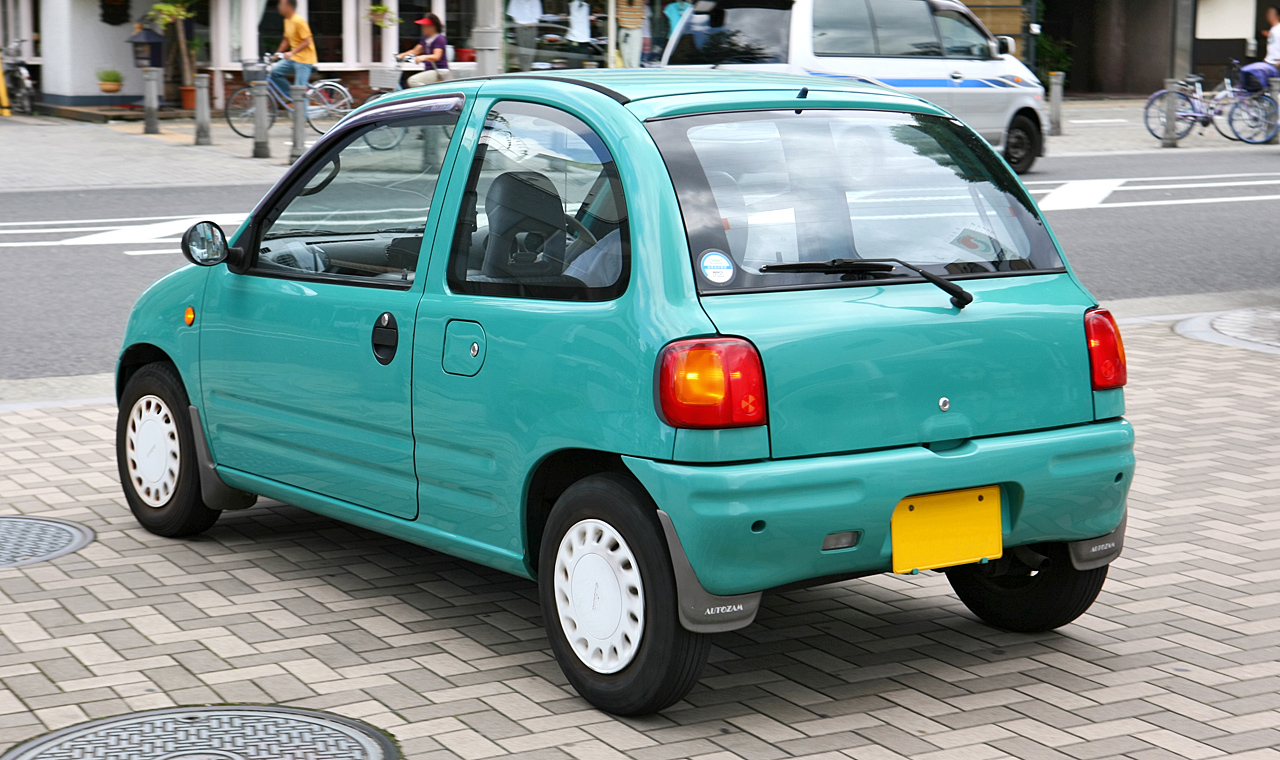
Autozam Carol 660c.c.車尾（後期型）
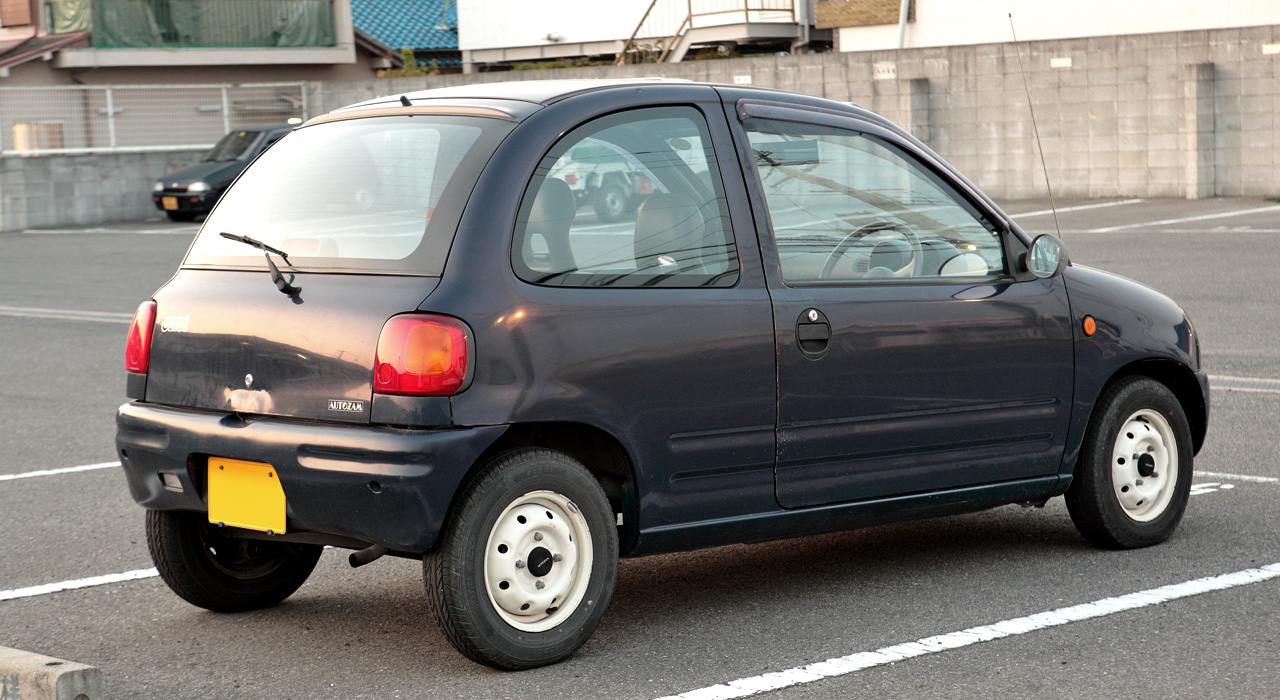
Autozam Carol 660c.c.車尾（後期型）
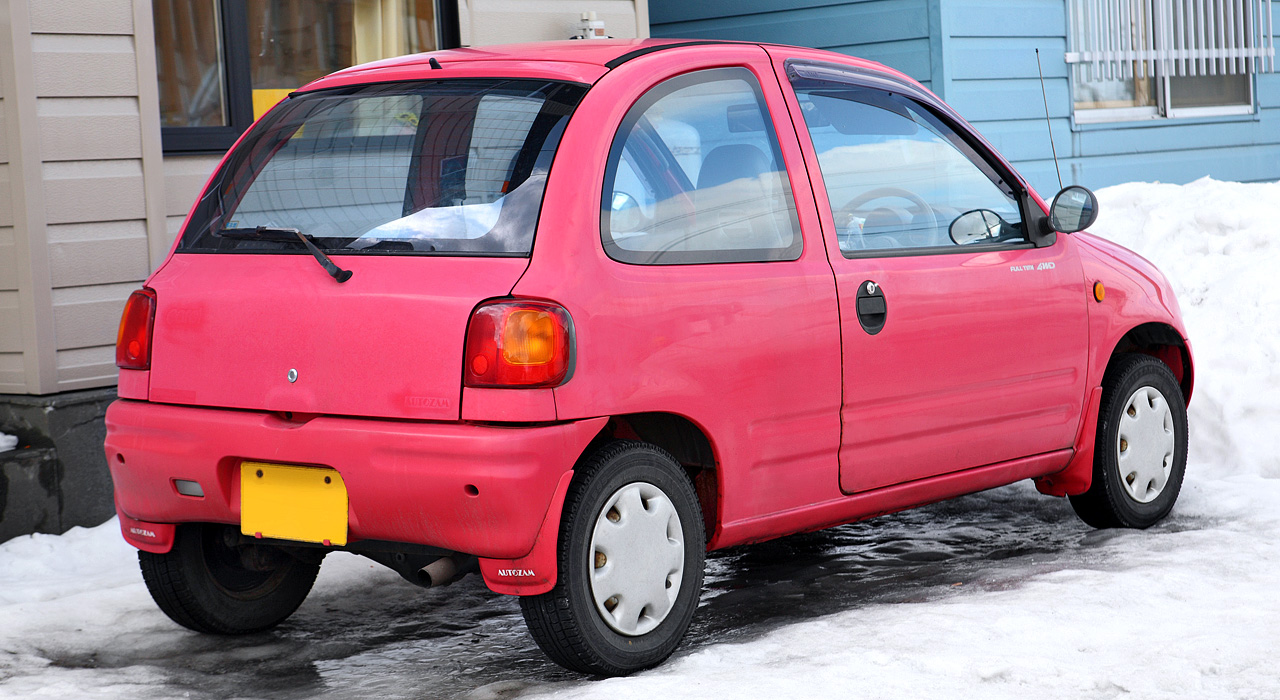

### 第三代（AC6P型 1995年-1998年）
1995年 - 10月開始發售第三代Carol（車型代號AC6P），繼續沿用上一代660c.c.引擎車型的門把及後保險桿。承襲上一代渾圓玲瓏造型的理念，後半部車體卻跟第四代鈴木Cervo風格近似。此款車特之一的圓形頭燈依舊保留下來，不過燈罩被省略簡化了；而前一代位於頭燈中間的兩顆霧燈，則被移動到前保險桿兩側下方。此代車款另有渦輪增壓車型可選購，不過儀錶板沒有轉速表。此外，光岡汽車曾於1996年以此代車款為基礎，推出復古造型的第一代Ray。
1997年 - Mazdaspeed推出一組名為「Carol Tuning Kit A-Spec」的運動化車身套件，交由馬自達以特別限量車的方式銷售。

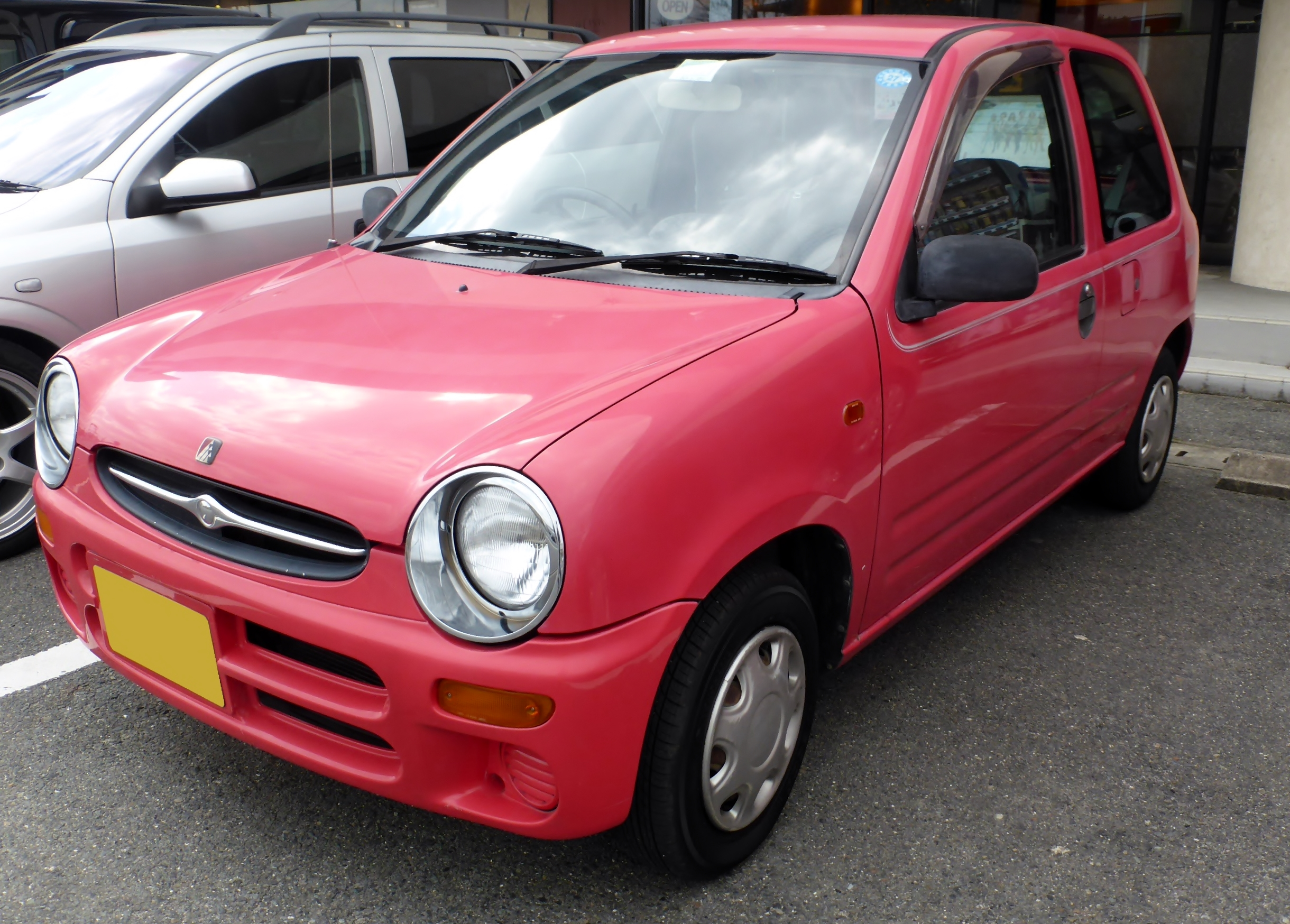
車頭
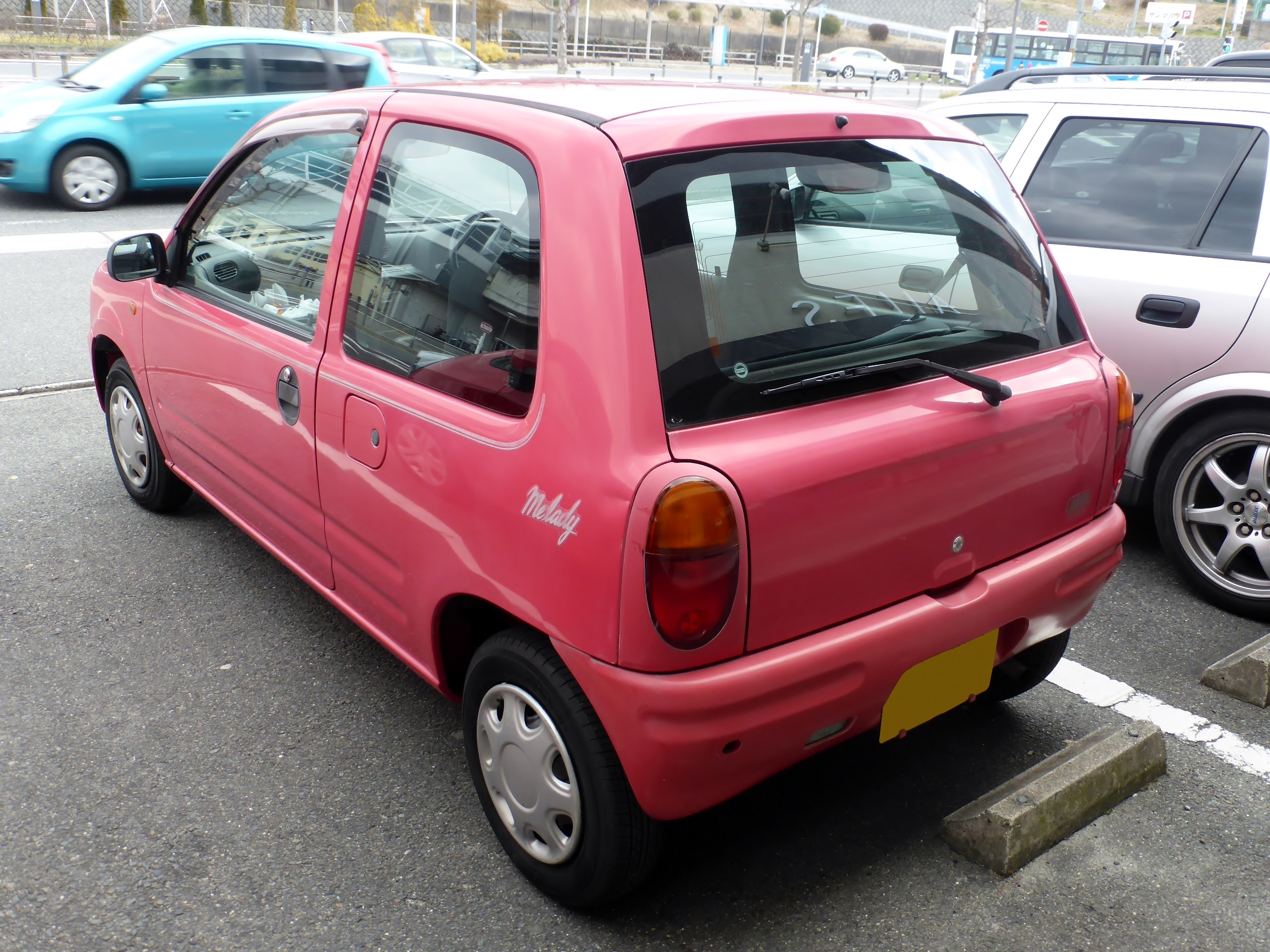
車尾

### 第四代（HB12S型/HB22S型/HB23S型 1998年-2004年）
1998年 - 10月13日在日本政府修正輕型車法規的同時實施大改款（車型代號HB12S），因開發預算被削減，和前兩代車款一樣讓鈴木OEM代工，並停止使用車頂斗篷與渦輪增壓設定。繼續沿用手動排檔變速箱，且增加五門掀背車型。區分成「Melody」、「Melody-S」、「SG」（二輪驅動車型）等三個等級，其中「Melody-S」是搭載DOHC引擎的二輪驅動車型。
1999年 - 10月15日進行小改款，變更內裝座椅的樣式。另追加屬於五門掀背車的「Melody」等級，搭載DOHC稀薄燃燒型引擎，配合CVT變速系統。
2000年 - 12月18日再度小改款，將車頭進氣壩修改成原廠全車系統一的五角盾型，並停售「Melody-S」與「三門Melody」的4WD五速手排車型。
2001年 - 5月停售一些車型，並將車型開發代號統一為HB23S型。跟前一代相同，光岡汽車曾於1999年以此代車款為基礎，重新設計推出復古造型的第二代Ray。

#### 安全性召回
由於點火開關的瑕疵問題，原廠於2015年4月22日針對1998年至2004年間出廠的馬自達Carol發出安全性召回。針對發動引擎時點火開關附近冒煙、發出惡臭、轉動鑰匙卻長時間難以發動的情形的車輛，由於點火開關接著部位使用不適當的黏膠，轉動鑰匙發動引擎所產生的熱使得黏膠炭化，長久下來因黏膠絕緣性變低、接著部位磨耗導致金屬粉堆積，於是可能導致黏膠冒煙發臭，最嚴重的狀況可能引起火災。因應此一缺失，原廠將免費更換新的點火開關。

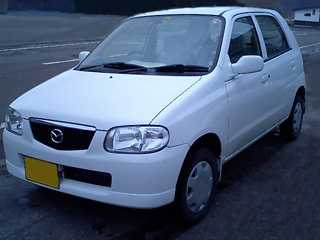
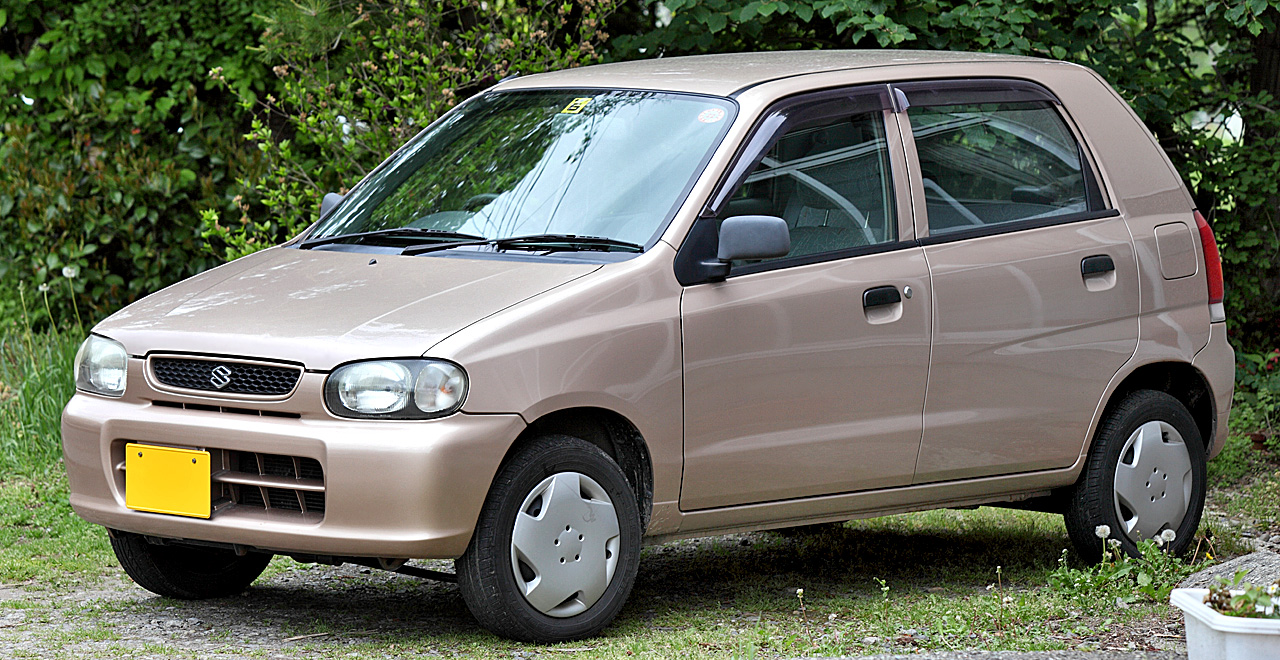
兄弟車第五代鈴木Alto

### 第五代（HB24型 2004年-2009年）
2004年 - 9月27日隨著鈴木Alto大改款而行，同樣讓鈴木汽車OEM代工，變更重點在於車頭水箱遮罩形狀與廠徽銘牌。
2005年 - 7月7日發售名為「G Special」的特別限量車款，包含鋁合金輪框、遙控電動摺疊式後視鏡、後座及車尾燻黑玻璃等配備。
2007年 - 1月22日日產汽車也委託鈴木汽車代工生產日產Pino，因此共有Alto、Pino和Carol三款兄弟車共同在市場上競逐。
2009年 - 鈴木Alto在4月中止生產四速自動排檔車型，不過Carol四速自排依舊持續生產，故第六代Carol的自排車型全為四速自排。

### 第六代（HB25型 2009年-2014年）
2009年 - 12月17日進行大改款，依然委託鈴木汽車代工生產，但廠徽銘牌與五角盾形進氣壩是差異之處。此代車款的自排系統一律改為四速自排，且有CVT無段自動變速系統（由JATCO製造）可選購，引擎與上一代一樣是VVT可變氣門正時引擎。此外，軸距延長至2,400mm，提升後座乘員的舒適性。最頂級高端的「XS」具有免鑰匙感應門鎖系統（keyless entry system）與引擎啟動按鈕（push start system）、電子晶片防盜系統（immobilizer）、遙控電動摺疊式後視鏡附LED側方向燈等配備，可說是機能完備。
2010年 - 2月開始發售五速手排車型，並調整某些等級車型。
2012年 - 11月8日推出衍生自鈴木Alto Eco的「Carol Eco」車型，主打更佳的油耗表現。動力來源改成658c.c.直列三缸DOHC VVT R06A型引擎，搭配改良過的CVT無段自動變速系統與怠速熄火系統，自然使燃油發揮得更有效率。尾燈和第三煞車燈皆改成LED，汽油幫浦也變得更省電，懸吊系統零件、傳動軸、輪圈蓋等元件更為輕量化，前保險桿也變更形狀。
2013年 - 3月12日Carol Eco車型隨著鈴木Alto Eco小改款，裝置了鈴木汽車新開發的「eNe-CHARGE」動能回收系統（（日語）エネチャージ），在汽車減速時可將引擎動力轉換成電力，提供給汽車電裝部品（如音響）使用並減輕引擎的發電負擔。該款車也配置了改良過的怠速熄火系統，當駕駛人踩下煞車使時速降至13km/hr以下時，引擎會自動停止運轉以節省燃油。當引擎怠速熄火時，為了維持車室內的溫度，另有一套名為「Eco-Cool」蓄冷技術（（日語）エコクール） 。
同年12月19日Carol Eco車型再度隨著兄弟車小改款，因活塞形狀改變，引擎壓縮比自11.0：1提升至11.2：1。同時改良引擎機油泵以減少摩擦抵抗，配合CVT無段變速系統，按照日本JC08模式，2WD車型之油耗表現達35.0km/L、4WD車型則為32.0km/L。此外，新增紫色、金屬銀等二種車色塗裝。
2014年 - 廢止「GS」車型的4AT及CVT車，同年12月停產。

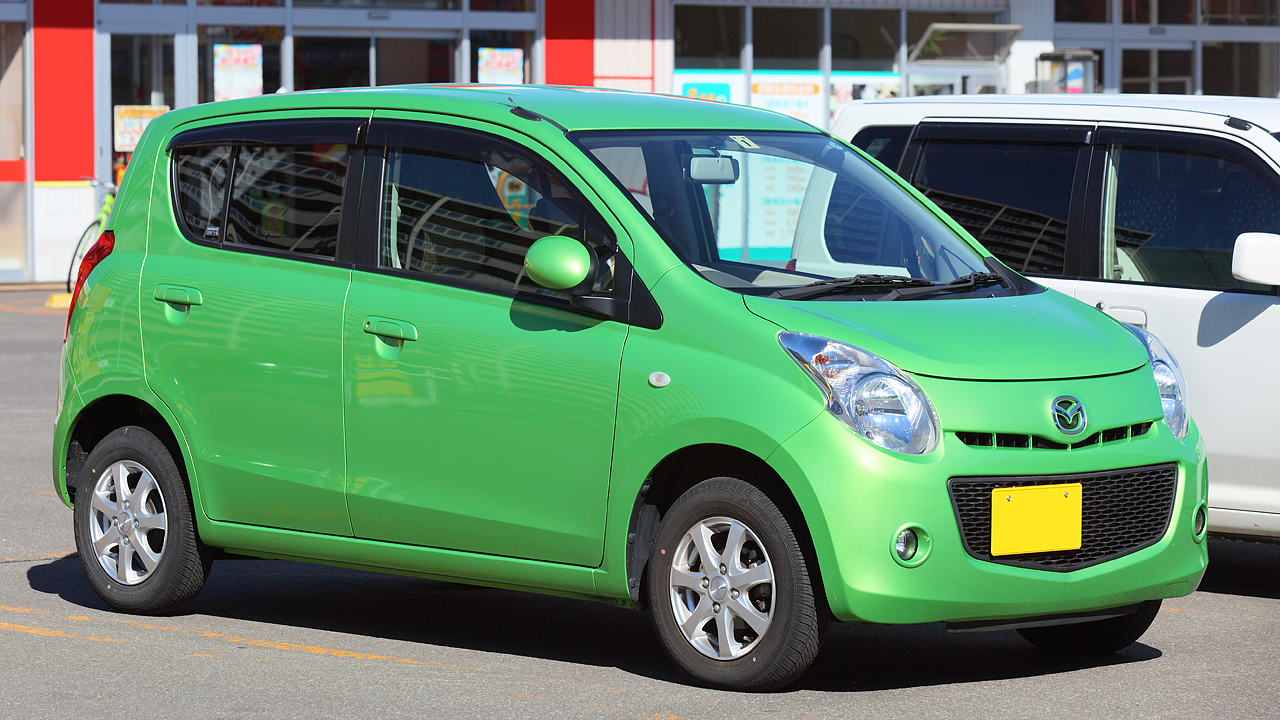

### 第七代（HB36S型 2015年-2021年）
2015年 - 原廠早在2014年12月25日便宣布翌年1月30日開賣大改款的第七代Carol，外觀或機械結構與兄弟車第八代鈴木Alto相去不遠。內裝相當樸實，沒有過多配備，共分為GF、GL、GS以及GX四種等級。其中入門等級包含旋鈕式空調系統、免鑰匙感應門鎖系統（keyless entry system）、兩只揚聲器等，頂級車款則再加上電動車窗、可調式方向盤、液晶螢幕以及雙前座加熱功能。動力部份和鈴木Alto同樣為R06A型引擎，但搭配五速手排或CVT兩種變速系統，最大動力輸出分別是49hp / 5.9kg·m、52hp / 6.4kg·m，平均油耗則分別為27.2km/L和37.0km/L。
2017年 - 5月實施部份改良，「GX」車型新增淺紫色專用車身塗裝。
2018年 - 12月20日部分改良，升級重點放在安全配備的強化上，全車系除了搭載手排變速箱的入門GF車型外，其餘車型皆比照鈴木Alto將DSBS雙感應主動煞車輔助系統（Dual Sensor Brake Support）支援日間行人辨識功能，並增列倒車剎車輔助、倒車油門誤觸防止、車道偏離警示、倒車雷達等功能。至於GF車型也配備了ESS緊急剎車警示系統，而GS、GX車型增加了HID自動頭燈等配備。
2020年 - 10月22日實行部分改良，GL車型新增電動收折後照鏡，GS車型新增全自動空調系統、GX車型新增尾門鍍鉻飾件等。

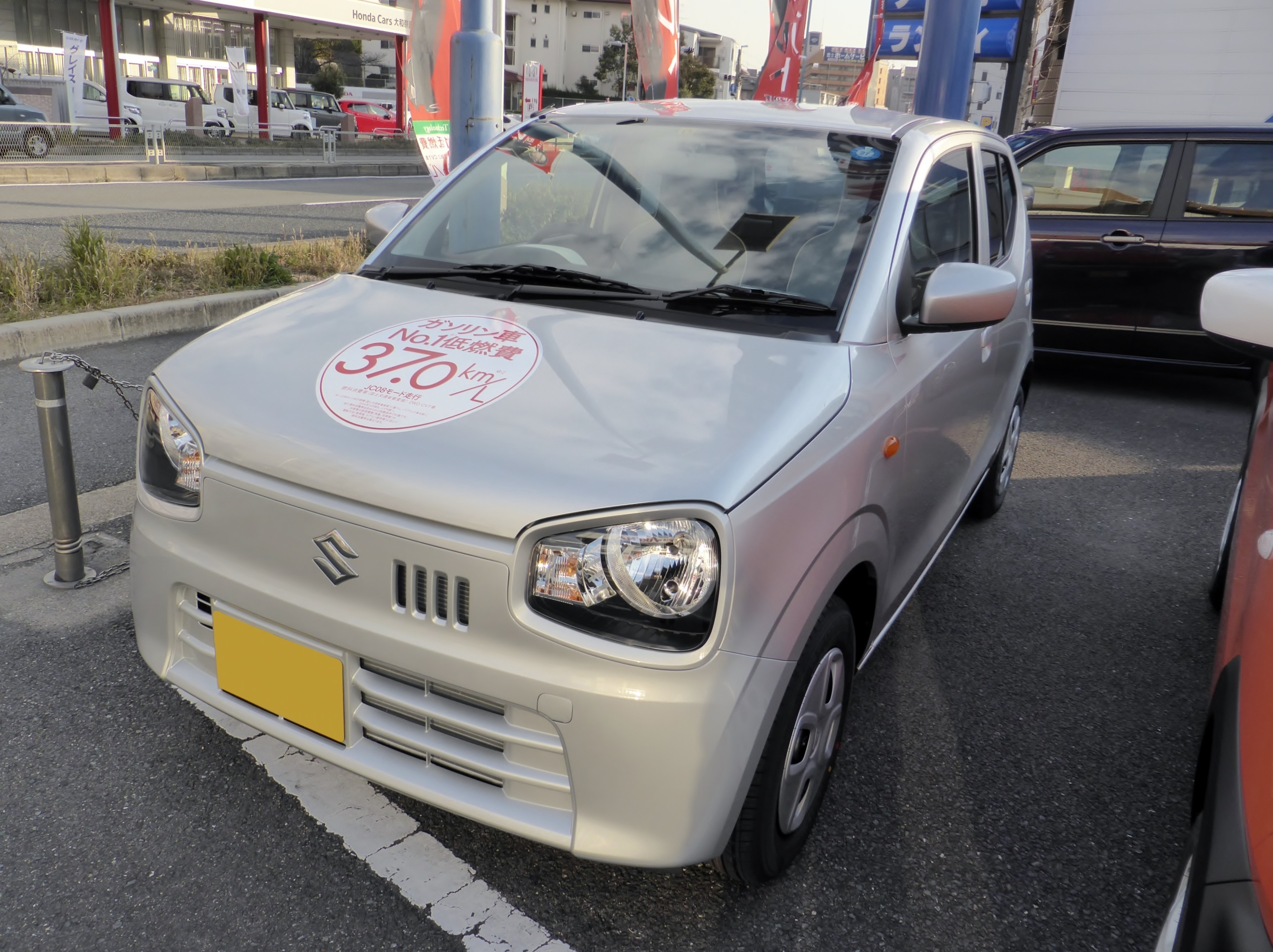
兄弟車第八代鈴木Alto
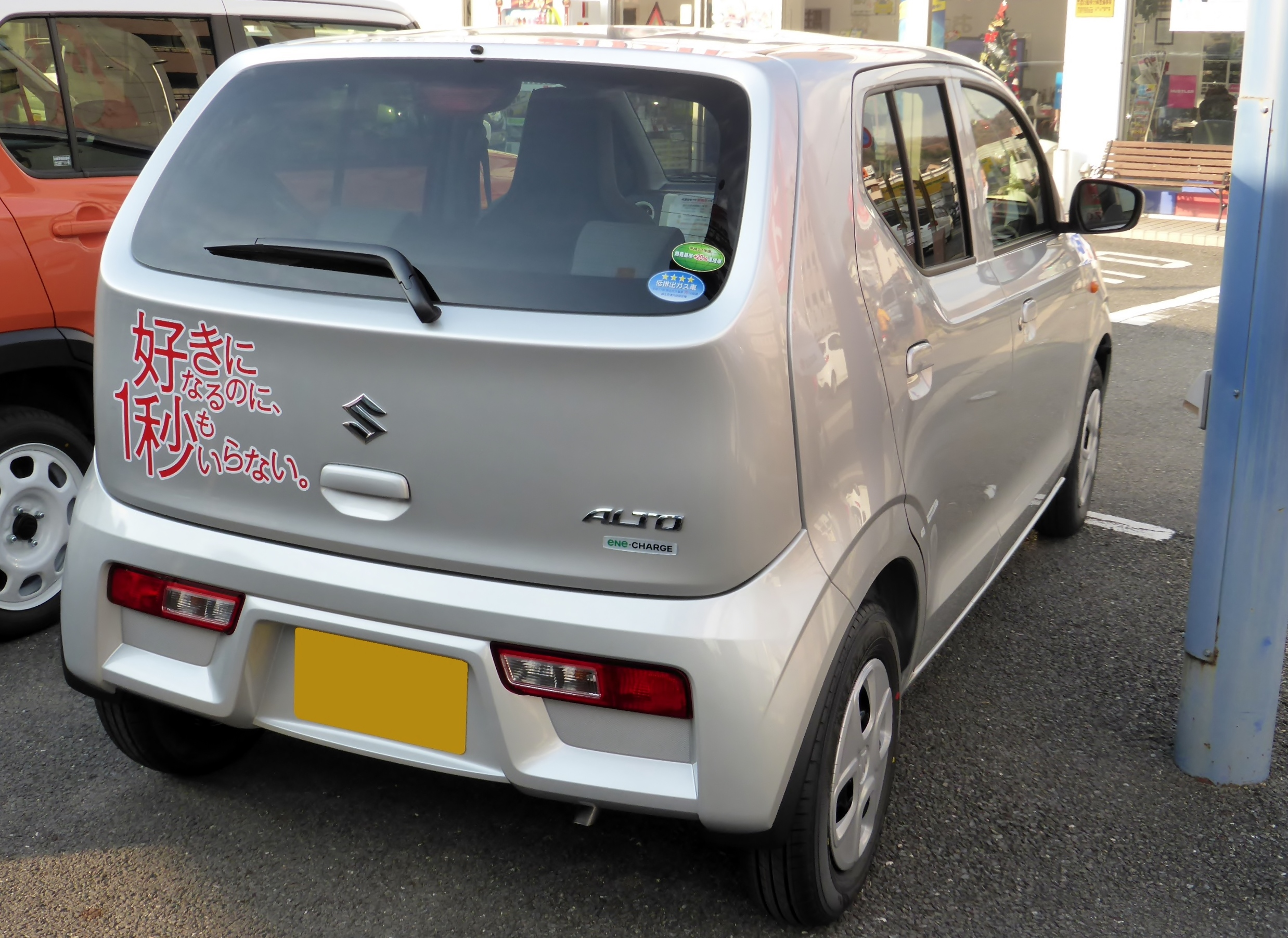

## 外部連結
- （日語）日本官方網站
- （日語）【MAZDA】マツダの名車たち キャロル360
- （日語）Gazoo.com - 1962年 マツダ キャロル 360
- （英文）Society of Automotive Engineers of Japan: Mazda R360 Coupe